# Atelornis
A Atelornis a madarak osztályának szalakótaalakúak (Coraciiformes) rendjébe és a földiszalakóta-félék (Brachypteraciidae) családjába tartozó nem.

## Rendszerezésük
A nemet Jacques Pucheran francia ornitológus írta le 1846-ban, az alábbi 2 faj tartozik ide:
- kékfejű földiszalakóta (Atelornis pittoides)
- pettyesbegyű földiszalakóta (Atelornis crossleyi)

## Előfordulásuk
Madagaszkár területén honosak. Természetes élőhelyeik a szubtrópusi és trópusi esőerdők. Állandó nem vonuló fajok.

## Megjelenésük
Testhosszuk 24–29 centiméter közötti.

## Életmódjuk
Főleg gerinctelenekkel táplálkoznak.